# Герб на Лихтенщайн
Гербът на Лихтенщайн е суверенна емблема на княза на Лихтенщайн и използването му е ограничено до него и членовете на неговия дом, но частните лица могат да използват герба, ако това е в интерес на държавата.